# Acrea Corona
L'Acrea Corona è una struttura geologica della superficie di Venere.